# Bob Drake
Bob Drake (14 de dezembro de 1919 — 18 de abril de 1990) foi um automobilista norte-americano que participou do Grande Prêmio dos Estados Unidos de 1960 de Fórmula 1.